# Doylestown (Pennsylvanie)
Pour les articles homonymes, voir Doylestown.
Doylestown est un borough des États-Unis, siège du comté de Bucks, dans le Commonwealth de Pennsylvanie. Doylestown est située à environ 55 km au nord de Philadelphie.

## Histoire
Avant l'arrivée des Européens, la région faisait partie du territoire des Lénapes. En 1745, William Doyle achète des terres dans la région et construit une taverne. Située à un carrefour de passage important, elle donne naissance à un petit village, suffisamment important pour qu'un bureau de poste soit ouvert en 1802.
Une station de télégraphe est construite en 1846. Une ligne de chemin de fer traverse la commune en 1856. Le téléphone arrive en 1878 et 1897 une ligne de trolleys est créée.
Disposant du statut de borough, Doylestown ne doit pas être confondue avec la localité limitrophe de Doylestown Township, plus peuplée qu'elle.

## Bâtiments
On trouve à Doylestown un édifice important de l’Église catholique, le sanctuaire Notre-Dame-de-Częstochowa, que la Conférence des évêques catholiques des États-Unis a désigné sanctuaire national en 2009.

## Galerie photographique

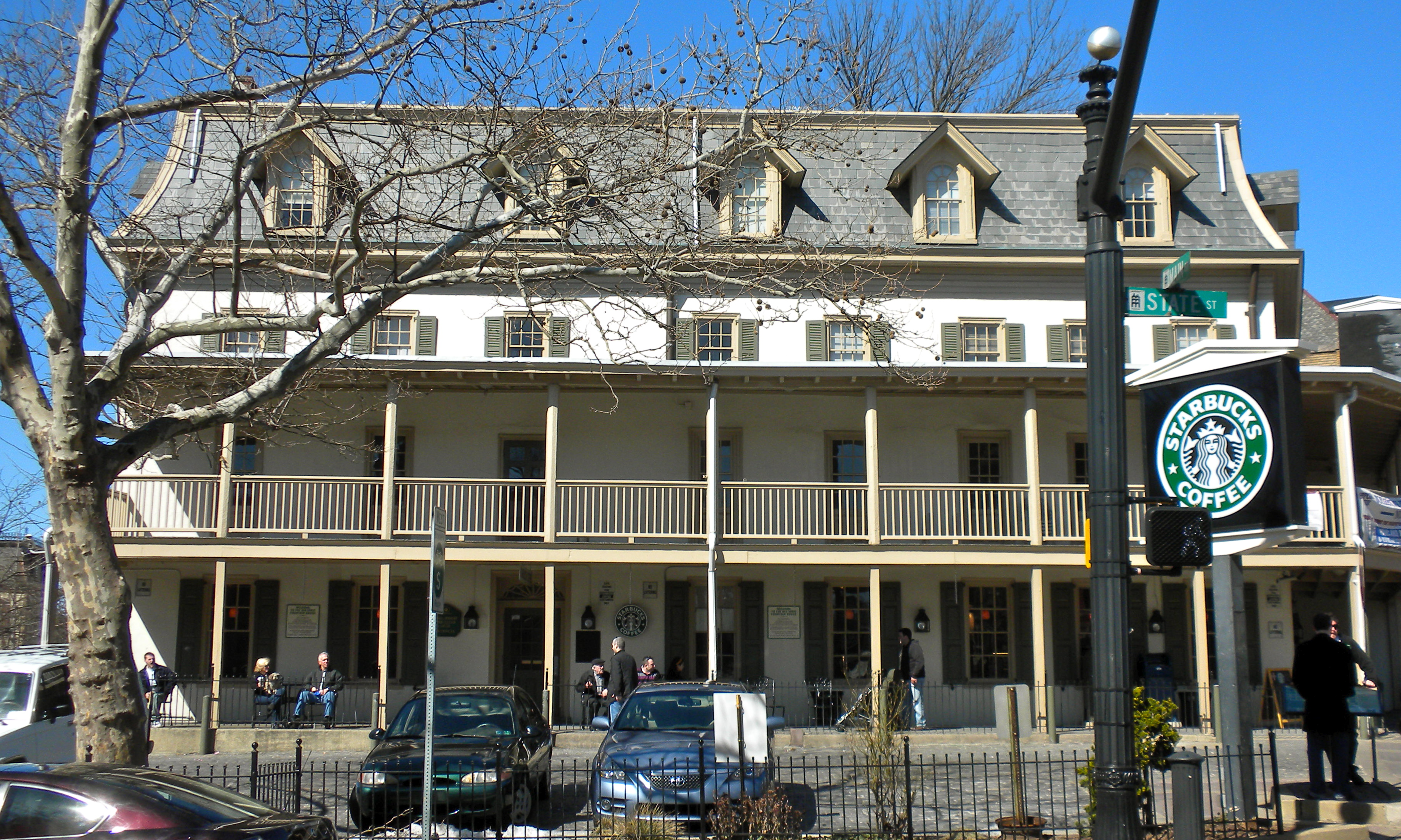
La première maison de la ville.
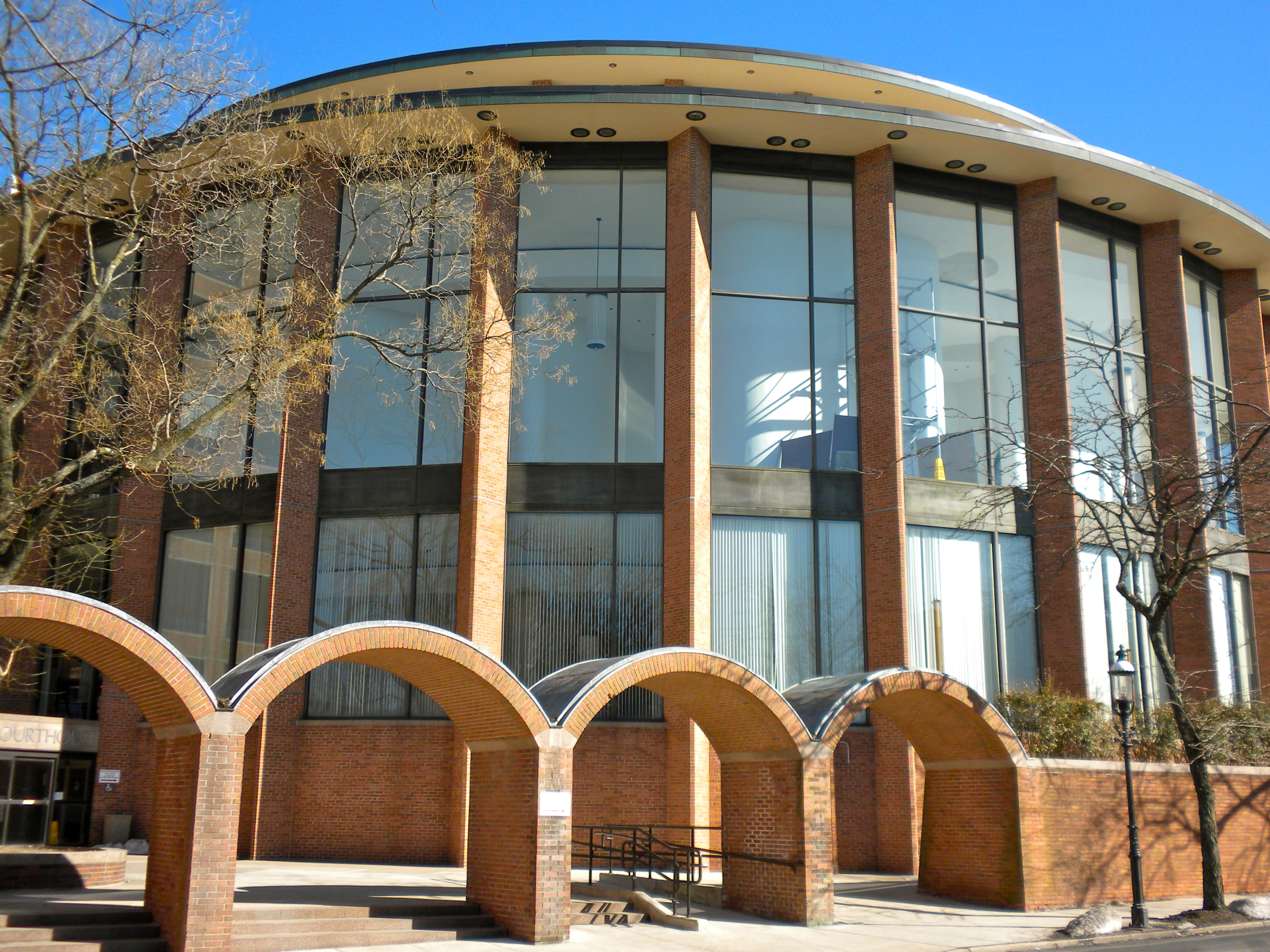
L’hôtel de ville.
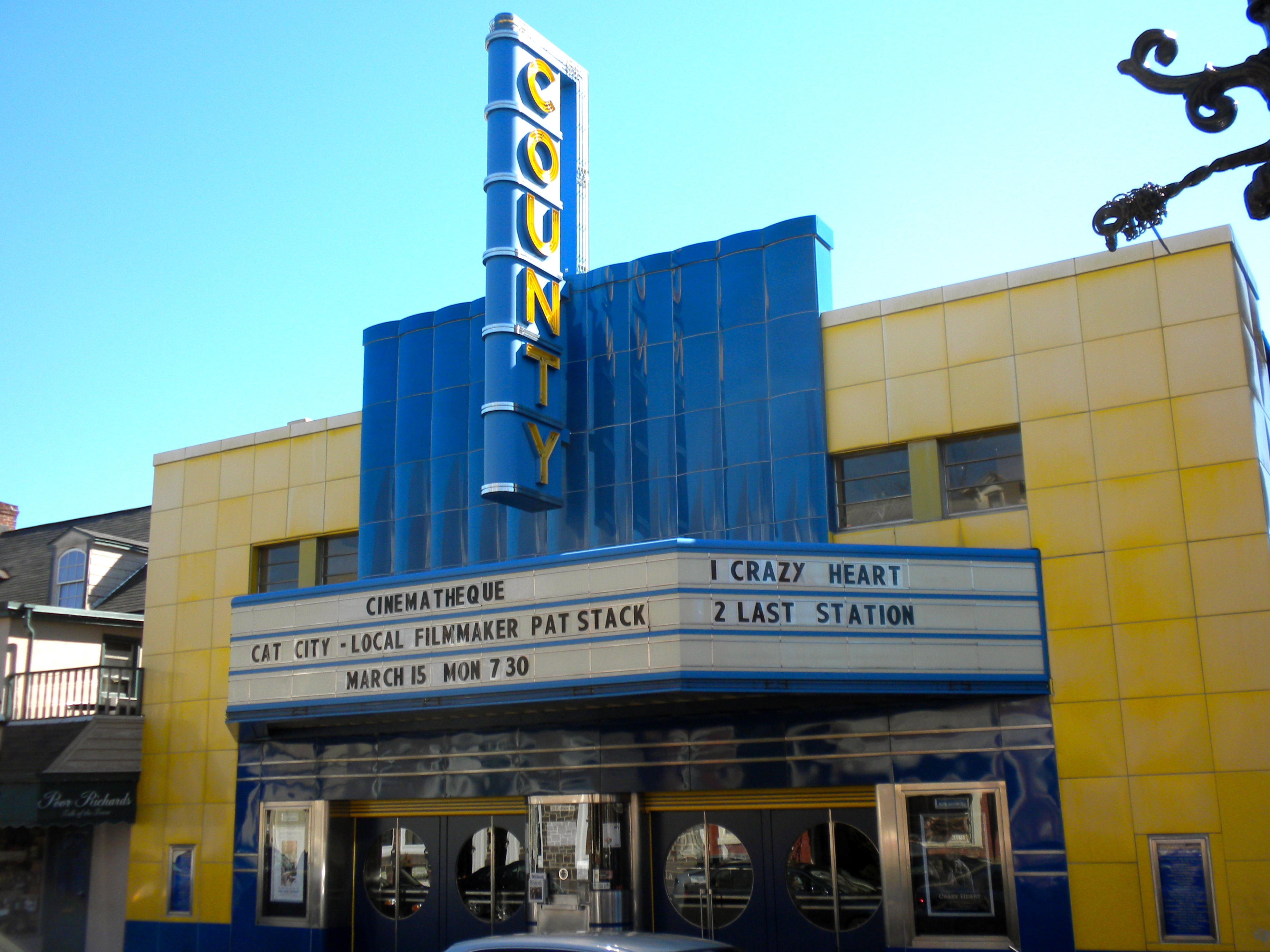
Le théâtre.

## Source
- (en) Cet article est partiellement ou en totalité issu de l’article de Wikipédia en anglais intitulé « Doylestown, Pennsylvania » (voir la liste des auteurs).

1. ↑  (en) « Population and Housing Unit Estimates », sur census.gov (consulté le 25 août 2019)
2. ↑  (en) « Census of Population and Housing » [archive du 12 mai 2015], sur census.gov, U.S. Census Bureau (consulté le 11 décembre 2013)
3. ↑  (en) « American FactFinder » [archive du 11 septembre 2013], sur factfinder2.census.gov, Bureau du recensement des États-Unis (consulté le 31 janvier 2008)
4. ↑  (en) « Incorporated Places and Minor Civil Divisions Datasets: Subcounty Resident Population Estimates: April 1, 2010 to July 1, 2012 » [archive du 17 juin 2013], sur census.gov, U.S. Census Bureau (consulté le 11 décembre 2013)
5. ↑  (en) Gabriel Chow, « National Shrine of Our Lady of Czestochowa » [« Sanctuaire national Notre-Dame-de-Częstochowa »], sur gcatholic.org (consulté le 2 janvier 2024).
6. ↑  (en) « The National Shrine of Our Lady of Czestochowa Timeline History » [« Historique du sanctuaire national Notre-Dame-de-Częstochowa »], sur czestochowa.us (consulté le 2 janvier 2024) : « 2009: Our Shrine has been granted the designation of “National Shrine” by the Administrative Committee of the United States Conference of Catholic Bishops. » (« 2009 : Notre sanctuaire a été élevé au rang de “sanctuaire national” par le Comité administratif de la Conférence des évêques catholiques des États-Unis. »)